# Pinnesgrav
Pinnesgrav (på tysk Pinnesgrab) er en langdysse beliggende i Rebbjergskov (Rehbergholz) syd for Satrup (Midtangel) i Sydslesvig. Dyssen stammer fra tragtbægerkulturen, mellem 3500 og 2800 f. Kr. Den er 33 meter lang og 6,5 m bred, en del er endnu bevaret, med to kamre og over 40 randsten. Nordligere i skoven findes levninger af en anden mindre langdysse.
Op til i 1900-tallet holdt folk fra de omliggende landsbyer pinsefest ved stendyssen, der efter sagnet skulle være røverhøvding Pinnes grav. Folk kom fra både Satrup, Strukstrup, Ølsby, Nørre Farensted, Havetoft og Siversted.. 